# Endotrichella assimilis
Endotrichella assimilis är en bladmossart som beskrevs av Brotherus 1928. Endotrichella assimilis ingår i släktet Endotrichella, klassen egentliga bladmossor, divisionen bladmossor och riket växter. Inga underarter finns listade i Catalogue of Life.